# 99-я гвардейская стрелковая дивизия
99-я гвардейская стрелковая Свирская ордена Кутузова дивизия — воинское соединение Вооружённых сил СССР в Великой Отечественной войне.

## История
Дивизия сформирована из 14-й гвардейской воздушно-десантной дивизии на основании приказа Народного комиссара Обороны СССР № 003 от 19 января 1944 года и Директивы Генерального штаба от 19 января 1944 года № орг/2/304589 в период с 20 по 25 января 1944 года в городе Щёлково (Московская область), при этом входившие в состав воздушно-десантной дивизии бригады стали полками дивизии, а именно: 6-я гвардейская воздушно-десантная бригада стала 297-м гвардейским стрелковым полком, 13-я гвардейская воздушно-десантная бригада стала 300-м гвардейским стрелковым полком, 16-я гвардейская воздушно-десантная бригада стала 303-м гвардейским стрелковым полком.
В составе действующей армии с 17 июня 1944 года по 9 августа 1944 года и с 21 февраля 1945 года по 11 мая 1945 года.
До июня 1944 года дислоцировалась в Московской области, переброшена на рубеж реки Свирь для участия в Свирско-Петрозаводской операции, 11—15 июня 1944 года выгрузилась на станциях Паша и Оять Ленинградской области, и сосредоточилась в 40 километрах южнее Лодейного Поля.
С 21 июня 1944 года наступала в первом эшелоне корпуса в трёхэшелонном построении, с задачей форсировать Свирь, на правом фланге корпуса, на участке Мирошкиничи, совхоз «Полевой», и захватить плацдарм на противоположном берегу реки. После чего, взламывая оборону противника, овладеть посёлком и гидроузлом Свирь-3, развивать наступление на Ср. Мандроги и к исходу дня овладеть посёлком № 5 и левее его — бараками. При переправе 12 бойцов-добровольцев дивизии и 4 бойца из 98-й гвардейской стрелковой дивизии после артиллерийской подготовки начали переправу с чучелами, усаженными в лодку, что позволило выявить неподавленные огневые точки противника.
На 25 июня 1944 года вела бои по овладению узлом обороны Куйтежа.
При форсировании реки части дивизии поддерживали 275-й отдельный моторизованный батальон особого назначения и 92-й отдельный танковый полк, на вооружении которых стояли плавающие танки Т-37 и Т-38. Это было последним применением таких танков в ходе войны. В этот же день части дивизии захватили опорные пункты Пиркиничи и Семёновщину, далее дивизия наступала на север, а один из полков через леса и болота к Свирьстрою и не дал противнику взорвать плотину Нижне-Свирской ГЭС.
На 15 июля 1944 года штурмовала при поддержке 29-й танковой бригады Питкяранту. После того, как оборона финских войск частично была прорвана, 460 человек из состава дивизии продолжили наступление, были окружены и полностью уничтожены.
За период операции дивизия прошла с боями 240 км и освободила 33 населённых пункта. Было уничтожено 3690 солдат и офицеров врага, 3 самолёта, 32 пулемёта и захвачено 37 орудий и миномётов, 65 пулемётов и 20 складов с различным имуществом.
9 августа 1944 года выведена в резерв, дислоцировалась в районе Орши.
В соответствии с Постановлением Государственного комитета обороны от 9 августа 1944 года № 6351сс и Директивой Генерального Штаба от 11 августа 1944 года № орг/10/311736 переформирована вновь в 99-ю гвардейскую воздушно-десантную дивизию, а на основании Приказа Ставки Верховного Главнокомандования № 0047 от 18 декабря 1944 года вновь переформирована в 99-ю гвардейскую стрелковую дивизию.
В январе 1945 года переброшена в Венгрию, юго-восточней Будапешта. С 13 марта 1945 года сменила части 5-й гвардейской воздушно-десантной дивизии на участке 0,5 км западнее высоты 203, Дьюла — Патка (район Ашло), отбивала контратаки врага.
В ходе Венской операции прорвала оборону противника севернее города Секешфехервар, вышла во фланг и тыл главным силам 6-й танковой армии СС, вклинившимся в оборону войск фронта между озёрами Веленце и Балатон. 29 марта 1945 года участвовала в освобождении города Сомбатхей, в начале апреля дивизия нанесла удар в северо-западном направлении в обход Вены и во взаимодействии с 6-й гвардейской танковой армией сломила сопротивление противника, выдвинулась к Дунаю и отрезала противнику пути отступления на запад. На 1 апреля 1945 года находилась на северной окраине города Винер-Нойштадт, 2 апреля 1945 года принимала участие в освобождении города Баден. Дивизия успешно вела бои в Вене, которые продолжались до 13 апреля 1945 года. В ходе операции дивизия прошла с боями свыше 300 километров. В отдельные дни темп наступления её достигал 25—30 километров в сутки.
8 мая 1945 года овладела городом Зноймо и успешно развивала наступление на Рец, Писек. Боевой путь дивизия в Великой Отечественной войне завершила выходом на реку Эльба. В мае 1945 года находилась в районе городка Млака (Чехословакия).

## Состав
- 297-й гвардейский стрелковый полк
- 300-й гвардейский стрелковый полк
- 303-й гвардейский стрелковый полк
- 239-й гвардейский артиллерийский полк
- 371-й гвардейский самоходно-артиллерийский полк
- 54-я гвардейская дивизионная артиллерийская бригада (с 21.02.1945)
- 106-й гвардейский отдельный истребительно-противотанковый дивизион
- 101-й гвардейский отдельный зенитно-артиллерийский дивизион
- 102-я отдельная гвардейская разведывательная рота
- 113-й отдельный гвардейский сапёрный батальон
- 189-й отдельный гвардейский батальон связи (189-я гвардейская отдельная рота связи)
- 177-й (107-й) отдельный медико-санитарный батальон
- 103-я отдельная гвардейская рота химической защиты
- 286-я (105-я) автотранспортная рота
- 248-я (101-я) полевая хлебопекарня
- 355-й (100-й) дивизионный ветеринарный лазарет
- 2954-я (3173-я) полевая почтовая станция
- 1906-я полевая касса Государственного банка[2]

## Подчинение
| Дата            | Фронт (округ)            | Армия                 | Корпус (группа)                            | Примечания |
| --------------- | ------------------------ | --------------------- | ------------------------------------------ | ---------- |
| 01.02.1944 года | Московский военный округ | -                     | 37-й гвардейский стрелковый корпус         | -          |
| 01.03.1944 года | Московский военный округ | -                     | 37-й гвардейский стрелковый корпус         | -          |
| 01.04.1944 года | Московский военный округ | -                     | 37-й гвардейский стрелковый корпус         | -          |
| 01.05.1944 года | Московский военный округ | -                     | 37-й гвардейский стрелковый корпус         |            |
| 01.06.1944 года | Московский военный округ | -                     | 37-й гвардейский стрелковый корпус         | -          |
| 01.07.1944 года | Карельский фронт         | 7-я армия             | 37-й гвардейский стрелковый корпус         | -          |
| 01.08.1944 года | Карельский фронт         | 7-я армия             | 37-й гвардейский стрелковый корпус         | -          |
| 01.09.1944 года | Резерв Ставки ВГК        | -                     | 37-й гвардейский воздушно-десантный корпус | -          |
| 01.10.1944 года | Резерв Ставки ВГК        | -                     | 37-й гвардейский воздушно-десантный корпус | -          |
| 01.11.1944 года | Резерв Ставки ВГК        | -                     | 37-й гвардейский воздушно-десантный корпус | -          |
| 01.12.1944 года | Резерв Ставки ВГК        | -                     | 37-й гвардейский воздушно-десантный корпус | -          |
| 01.01.1945 года | Резерв Ставки ВГК        | -                     | 37-й гвардейский стрелковый корпус         | -          |
| 01.02.1945 года | Резерв Ставки ВГК        | 9-я гвардейская армия | 37-й гвардейский стрелковый корпус         | -          |
| 01.03.1945 года | 2-й Украинский фронт     | 9-я гвардейская армия | 37-й гвардейский стрелковый корпус         | -          |
| 01.04.1945 года | 3-й Украинский фронт     | 9-я гвардейская армия | 37-й гвардейский стрелковый корпус         |            |
| 01.05.1945 года | 3-й Украинский фронт     | 9-я гвардейская армия | 37-й гвардейский стрелковый корпус         | -          |

## Командование

### Командиры
- Блажевич, Иван Иванович (19.01.1944 — 24.04.1945), полковник, с 02.11.1944 генерал-майор (умер от ран 24.04.1945)
- Китиченко, Степан Павлович (25.04.1945 — 11.05.1945), полковник

### Заместители командира
- Елин, Григорий Ефимович (19.01.1944 - 09.10.1944), подполковник, полковник

## Награды и наименования
| Награда (наименование)           | Дата                                                           | За что награждена |
| -------------------------------- | -------------------------------------------------------------- | --- |
| Почётное наименование «Свирская» | Приказ Верховного Главнокомандующего № 0174 от 02.07.1944 года | За отличие в Свирско-Петрозаводской операции. |
| орден Кутузова II степени        | Указ Президиума Верховного Совета СССР от 26 апреля 1945 года  | За образцовое выполнение заданий командования в боях с немецкими захватчиками при овладении городами Секешфехервар, Мор, Зирез, Веспрем, Эньинг и проявленные при этом доблесть и мужество. |

Награды частей дивизии:
- 297-й гвардейский стрелковый ордена Александра Невского полк[4]
- 300-й гвардейский стрелковый Свирский ордена Кутузова полк
- 303-й гвардейский стрелковый ордена Кутузова полк[4]

## Воины дивизии
| Награда | Ф. И. О.                      | Должность                                                                 | Звание                  | Дата награждения | Примечания                                                                |
| ------- | ----------------------------- | ------------------------------------------------------------------------- | ----------------------- | ---------------- | ------------------------------------------------------------------------- |
|         | Барышев, Аркадий Фёдорович    | Пулемётчик разведывательного взвода 300-го гвардейского стрелкового полка | гвардии рядовой         | 21.07.1944       | принимал участие в известной операции с переправой через Свирь с чучелами |
|         | Бекбосунов, Серикказы         | стрелок 300-го гвардейского стрелкового полка                             | гвардии рядовой         | 21.07.1944       | принимал участие в известной операции с переправой через Свирь с чучелами |
|         | Блажевич, Иван Иванович       | Командир дивизии                                                          | гвардии генерал-майор   | 25.04.1945       | -                                                                         |
|         | Зажигин, Иван Степанович      | командир пулемётного отделения 300-го гвардейского стрелкового полка      | гвардии старший сержант | 21.07.1944       | принимал участие в известной операции с переправой через Свирь с чучелами |
|         | Малышев, Виктор Александрович | Командир пулемётного отделения 300-го гвардейского стрелкового полка      | гвардии сержант         | 21.07.1944       | принимал участие в известной операции с переправой через Свирь с чучелами |
|         | Маркелов, Владимир Андреевич  | стрелок 300-го гвардейского стрелкового полка                             | гвардии рядовой         | 21.07.1944       | принимал участие в известной операции с переправой через Свирь с чучелами |
|         | Мытарев, Иван Петрович        | стрелок 300-го гвардейского стрелкового полка                             | гвардии рядовой         | 21.07.1944       | принимал участие в известной операции с переправой через Свирь с чучелами |
|         | Немчиков, Владимир Иванович   | командир отделения 300-го гвардейского стрелкового полка                  | гвардии старший сержант | 21.07.1944       | принимал участие в известной операции с переправой через Свирь с чучелами |
|         | Павлов, Пётр Павлович         | помощник наводчика орудия 300-го гвардейского стрелкового полка           | гвардии рядовой         | 21.07.1944       | принимал участие в известной операции с переправой через Свирь с чучелами |
|         | Паньков, Иван Кириллович      | снайпер 300-го гвардейского стрелкового полка                             | гвардии сержант         | 21.07.1944       | принимал участие в известной операции с переправой через Свирь с чучелами |
|         | Попов, Михаил Романович       | стрелок 300-го гвардейского стрелкового полка                             | гвардии рядовой         | 21.07.1944       | принимал участие в известной операции с переправой через Свирь с чучелами |
|         | Соколов, Василий Афанасьевич  | командир 303-го гвардейского стрелкового полка                            | гвардии подполковник    | 21.07.1944       | -                                                                         |
|         | Тихонов, Михаил Иванович      | стрелок 300-го гвардейского стрелкового полка                             | гвардии рядовой         | 21.07.1944       | принимал участие в известной операции с переправой через Свирь с чучелами |
|         | Юносов, Борис Николаевич      | стрелок-разведчик 300-го гвардейского стрелкового полка                   | гвардии рядовой         | 21.07.1944       | принимал участие в известной операции с переправой через Свирь с чучелами |

## Память
- Памятный знак воинам 303-го гвардейского стрелкового полка, наводившим переправу через Свирь на левый берег реки Свирь возле водозаборной станции.
- Музей боевой славы школы № 21 города Электростали
- Музей в школе № 3 г. Новочебоксарска Чувашской Республики